# 小布施郵便局
小布施郵便局（おぶせゆうびんきょく）は、長野県上高井郡小布施町にある郵便局。民営化以前の分類では集配特定郵便局であった（現在は集配機能を廃止）。

## 概要
住所：〒381-0201 長野県上高井郡小布施町小布施1132-1

## 沿革
- 1873年（明治6年）7月15日 - 小布施郵便取扱所として開設[1]。
- 1875年（明治8年）1月1日 - 小布施（五等）郵便局となる。
- 1885年（明治18年）7月25日 - 貯金取扱を開始。
- 1890年（明治23年）12月21日 - 為替取扱を開始。
- 1897年（明治30年）3月1日 - 小布施郵便電信局となる。
- 1903年（明治36年）4月1日 - 通信官署官制の施行に伴い小布施郵便局となる。
- 1970年（昭和45年）6月26日 - 電話交換および和文電報配達業務を小布施電報電話局に移管[2]。
- 1983年（昭和58年）11月1日 - 風景入通信日付印の使用を開始。
- 1985年（昭和60年）11月 - 局舎新築。
- 2007年（平成19年）10月1日 - 民営化に伴い、併設された郵便事業須坂支店小布施集配センターに一部業務を移管。
- 2012年（平成24年）10月1日 - 日本郵便株式会社発足に伴い、郵便事業須坂支店小布施集配センターを小布施郵便局に統合。
- 2015年（平成27年）10月5日 - 集配業務を須坂郵便局に移管。無集配局となる。

## 取扱内容
- 郵便、印紙、ゆうパック、内容証明
- 貯金、為替、振替、振込、国際送金、国債
- 生命保険、バイク自賠責保険
- ゆうちょ銀行ATM

## 風景印
- 図案は重要文化財『浄光寺雁田薬師堂』・『雁田山』・町の木『栗』
- 使用開始日は1983年（昭和58年）11月1日

## 周辺
- 小布施町役場
- 小布施町立小布施中学校
- 小布施町立栗ガ丘小学校
- 谷街道 小布施宿
- 北斎館

## アクセス
- 長野電鉄長野線 小布施駅から東へ500m（徒歩約7分）
- 上信越自動車道 小布施スマートICから北東へ約2.5km、信州中野ICから南へ約4.5km
- 国道403号沿い
- 駐車場あり：8台